# Молешть (Яловенський район)
Молешть (рум. Molești) — село в Яловенському районі Молдови. Утворює окрему комуну.